# NIBMAR
NIBMAR (англ. No Independence Before Majority African Rule) — «Независимость только после предоставления власти африканскому большинству» — политический принцип в процессе деколонизации, согласно которому независимость от Британской империи не может предоставляться африканским государствам, где сохранилась власть белого колониального меньшинства (и дискриминация африканцев в той или иной степени). Особенно известным такой подход стал при вопросе о предоставлении независимости Южной Родезии, где правило белое меньшинство во главе с Яном Смитом. Британское правительство во главе с Гарольдом Вильсоном стало на позиции NIBMAR. Самопровозглашённая 11 ноября 1965 независимость государства Родезия оставалась международно непризнанной до 1980, когда к власти было допущено африканское большинство (страна стала называться Зимбабве).